# Signalis
«Signalis» (укр. Сіґналіс або Зіґналіс) — німецька відеогра, розроблена індістудією rose-engine та випущена цифровими дистрибуторами Humble Games та Playism. Гра була випущена для Windows PC, Nintendo Switch, PlayStation 4, and Xbox One 27 жовтня 2022 року.

## Ґеймплей
Основний ігровий процес складається з елементів top-down шутера у 2.5D top-down перспективі, іноді з елементами головоломки. Головоломки варіюються від маніпулювання перемикачами до пошуку певних частот у трансляції в радіоімплантаті Ельстер.
Складність і тематичні елементи посилюються завдяки використанню управління ресурсами як ігрової механіки. Головна героїня, Ельстер, може за раз мати на собі лише 6 предметів, включаючи зброю, боєприпаси та ключові предмети для вирішення головоломок і відмикання дверей. У грі, нагадуючи Resident Evil, іншу survival horror гру, присутні безпечні кімнати, які дозволяють гравцеві зберігати прогрес і речі для використання в майбутньому.

## Синопсис
Історія гри «Сіґналіс» розгортається в ретрофутуристичному світі в планетарній системі, що нагадує Сонячну систему, якою керує тоталітарна Юсанська Держава, що воює з Імперією Юсанів, від якої вона відкололася в результаті революції. Держава використовує так звані Репліки, біосинтетичні клони, виготовлені для наслідування поведінки зразкових робітників і солдатів.
Персонаж гравця, Ельстер, є Реплікою, що виконує роль корабельного техніка та прокидається серед уламків свого розбитого розвідувального космічного корабля та вирушає на пошуки людини-пілота, стикаючись із дивними подіями, можливо, надприродного походження на підземному шахтному заводі.
У грі є кілька кінцівок залежно від дій гравця.

## Розробка гри

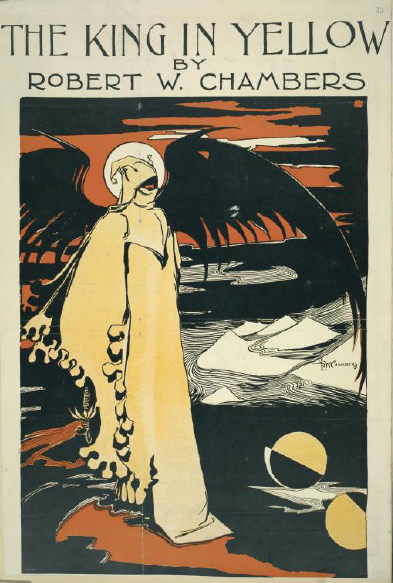
Історія Сіґналісу черпає натхнення з книги «Король в жовтому» Роберта В. Чемберса, а сама книга помітно згадується в грі.

Гру розробила німецька студія rose-engine з двох осіб; розробка почалася у 2014 році. Додаткову допомогу надавали сторонні композитори. Гра була випущена на декількох платформах 27 жовтня 2022 року. Видавництвом займалися Humble Games та Playism.
На Сіґналіс вплинули серії ігор Silent Hill і Resident Evil. Естетично гра черпає натхнення з графіки п'ятого покоління ігрових консолей, зокрема з оригінальної PlayStation. Гра включає ефект режиму ЕПТ для подальшої імітації ефекту графіки п'ятого покоління ігрових консолей. Додатковий естетичний вплив походить від більш традиційного мистецтва, включаючи «Берег забуття» Ойґена Брахта, а також «Острів мертвих» Арнольда Бекліна. Літературні впливи включають «Свято» Г. П. Лавкрафта та «Король в жовтому» Роберта В. Чемберса. Фільми Стенлі Кубрика, Хідеакі Анно та Девіда Лінча допомогли сформувати теми про ідентичність і пам'ять у розповіді гри.
У лютому 2024 року rose-engine співпрацювали з гуртом Health, щоб створити музичне відео на їхню пісню «Don't Try» із кадрами з самої гри.

## Оцінки
| Агрегатор  | Оцінка                                         |
| ---------- | ---------------------------------------------- |
| Metacritic | NS: 84/100 PC: 81/100 PS4: 80/100 XONE: 82/100 |
| OpenCritic | 85%                                            |

| Видання        | Оцінка      |
| -------------- | ----------- |
| Destructoid    | 9.5/10      |
| Eurogamer      | Essential   |
| GameSpot       | 8/10        |
| GamesRadar+    | 3/5         |
| Nintendo Life  | 9/10        |
| PC Gamer (США) | 92/100      |
| Polygon        | Recommended |
| TouchArcade    | 4.5/5       |

Згідно з даними агрегатора рецензій Metacritic, Сіґналіс отримав «загалом схвальні» відгуки, а згідно з OpenCritic 85 % критиків рекомендували гру.
Критики загалом високо оцінили атмосферу та історію гри, хоча обмежений інвентар та механіка бою отримали критику.
Деякі рецензенти похвалили гру в цілому, відзначивши при цьому, що ніщо конкретне не псувало її. The Verge помітили проблеми з кількома головоломками, але похвалили гру в цілому. GameSpot зазначив, що прицілювання було «ненадійним», тоді як Nintendo Life натомість критикувала, що битви з босами в грі погано підходять для бойової системи.

Гра була включена до списку Polygon найкращих ігор 2022 року. Вілла Роу в огляді, опублікованому Inverse, назвала гру «найкращою грою жахів 2022 року». Гра була включена до списку PC Gamerнайкращих комп'ютерних ігор усіх часів.